# Fernando Espinoza
Fernando Ernesto Espinoza Moreira (* 1. Februar 1949 in Santiago de Chile; † 16. Mai 2023 ebenda), auch bekannt unter dem Spitznamen Polilla, war ein chilenischer Fußballspieler. Er spielte als Stürmer in Chile und Guatemala und wurde 1972 Torschützenkönig der chilenischen Primera División. Er absolvierte zudem vier Länderspiele für Chile.

## Vereinskarriere
Fernando Espinoza begann das Fußballspielen in der Población Alessandri, der heutigen Kommune Pedro Aguirre Cerda von Santiago. Bei CSD Colo-Colo wurde der junge Stürmer aufgrund seines geringen Gewichts und der geringen Körpergröße nicht angenommen. Er gab 1969 sein Debüt in der zweiten Liga bei CD de la Universidad Técnica del Estado, das allerdings den Profifußball ablehnte. So wechselte Espinoza zu CD Magallanes, bei denen er 1971 zweitbeste Ligatorschütze hinter Eladio Zárate wurde. 1972 wurde er dann Torschützenkönig. Er wechselte 1973 zum CD Palestino, hatte aber nicht den Erfolg wie bei Magallanes und kam 1974 zurück. Für Magallanes erzielte der Offensivspieler 87 Tore in 142 Partien.
Nach einer Saison bei den CD Santiago Wanderers wechselte Espinoza nach Guatemala, wo er ein Jahr für CSD Tipografía Nacional spielte. 1979 spielte der Stürmer wieder in Chile für Deportes Linares und beendete schließlich seine Karriere bei Naval de Talcahuano.

## Nationalmannschaft
In der Nationalmannschaft kam Fernando Espinoza erstmals am 26. Januar 1972 gegen Mexiko zum Einsatz, als er in der 65. Spielminute für den ebenfalls debütierenden Rogelio Farías eingewechselt wurde. Nach zwei weiteren Länderspielen bei der Taça Independência in Brasilien absolvierte der Stürmer sein viertes und letztes Länderspiel im August 1972 erneut gegen Mexiko.

## Erfolge
- Torschützenkönig der Primera División: 1972